# Іліан Ілієв
Іліан Ілієв (болг. Илиан Илиев, нар. 2 липня 1968, Варна) — болгарський футболіст, що грав на позиції півзахисника. По завершенні ігрової кар'єри — тренер. З 2023 року очолює тренерський штаб національної збірної Болгарії.
Виступав, зокрема, за «Левскі» та «Бенфіка», а також національну збірну Болгарії, у складі якої був учасником чемпіонату світу 1998 року.

## Клубна кар'єра
Починав свою кар'єру футболіста в місцевому клубі «Черно море». Після хороших результатів за юнацькі команди клубу він був включений в основний склад команди в 1986 році. За п'ять сезонів, з 1986 по 1991 рік, Ілієв провів за клуб 123 матчі і забив 31 гол.
Перед сезоном 1991/92 він перейшов в софійський «Левскі», з яким у наступні п'ять років тричі ставав чемпіоном Болгарії і двічі виграв Кубок Болгарії.
У 1995 році Іліан став футболістом португальської «Бенфіки», через рік ставши в її складі володарем Кубка Португалії. Загалом відіграв за лісабонський клуб наступні два сезони своєї ігрової кар'єри.
Згодом з 1997 року за болгарську «Славію», турецький «Бурсаспор», грецький АЕК, після чого повернувся в «Левскі», втім у жодній з команд надовго не затримався.
З 1999 року грав за португальські клуби «Марітіму» та «Салгейруш», а з завершив кар'єру футболіста у своєму першому клубі «Черно море» в 2004 році.

## Виступи за збірну
22 вересня 1991 року дебютував в офіційних іграх у складі національної збірної Болгарії в товариському матчі з Туреччиною.
У складі збірної був учасником чемпіонату світу 1998 року у Франції, де зіграв у трьох матчах.
Протягом кар'єри у національній команді, яка тривала 10 років, провів у формі головної команди країни 34 матчі, забивши 3 голи.

## Кар'єра тренера
Після завершення кар'єри футболіста в 2004 році Ілієв відразу ж перейшов на тренерську діяльність. У червні 2004 року він був призначений головним тренером рідного для нього клубу «Черно море». 3 березня 2006 року Ілієв пішов у відставку після домашньої поразки (0:1) від команди «Родопа Смолян».
З 2006 року очолював болгарський «Бероє». Під його керівництвом клуб в сезоні 2009/10 вперше у своїй історії виграв Кубок Болгарії, що дозволило йому брати участь у кваліфікації Ліги Європи УЄФА 2010/11. А сам Ілієв був визнаний найкращим тренером болгарського чемпіонату 2009/10 за версією асоціації болгарських футболістів.
6 квітня 2012 року було оголошено про те, що Ілієв стане новим головним тренером софійського «Левскі». Він повинен був завершити сезон на чолі «Берое», а на новій посаді почати працювати зі старту сезону 2012/13. Його контракт був розрахований до червня 2015 року, але 12 квітня 2013 року керівництво «Левскі» звільнило Ілієва.
В середині травня 2014 року Ілієв досяг угоди з ангольським клубом «Інтерклубі». Він був призначений головним тренером, а його співвітчизник Петар Костадінов — помічником.
У 2016 році Ілієв повернувся на батьківщину, очоливши пловдивський «Локомотив». Команда посіла п'яте місце в чемпіонаті Болгарії за підсумками сезону 2015/16, поступившись четвертою єврокубковою сходинкою софійській «Славії» лише за особистими зустрічами. 17 жовтня 2016 року після поразки (1:2) від «Локомотива» з Горна-Оряховиці Ілієв оголосив про те, що покидає пловдивський «Локомотив».
На початку 2017 року він підписав контракт з новоутвореним казахстанським клубом «Алтай», але він був розірваний в лютому 2017 року, оскільки клуб в кінцевому результаті не отримав ліцензію на участь у казахстанській Прем'єр-лізі.
9 червня 2017 року Ілієв був призначений головним тренером команди болгарської Першої ліги «Верея». Після успішного періоду у клубі у грудні 2017 року він знову очолив рідне для себе «Черно море».
З 2023 року очолює тренерський штаб національної збірної Болгарії.

## Титули і досягнення

### Як гравця
- Чемпіон Болгарії (3):

«Левскі»: 1992-93, 1993-94, 1994-95
- Володар Кубка Болгарії (2):

«Левскі»: 1991-92, 1993-94
- Володар Кубка Португалії (1):

«Бенфіка»: 1995-96

### Як тренера
- Володар Кубка Болгарії (2):

«Бероє»: 2009-10

## Особисте життя
Син Іліан Ілієв-молодший (нар. 1999) також став футболістом.